# 496 f.Kr.

Karta över det joniska upproret 499–493 f.Kr.

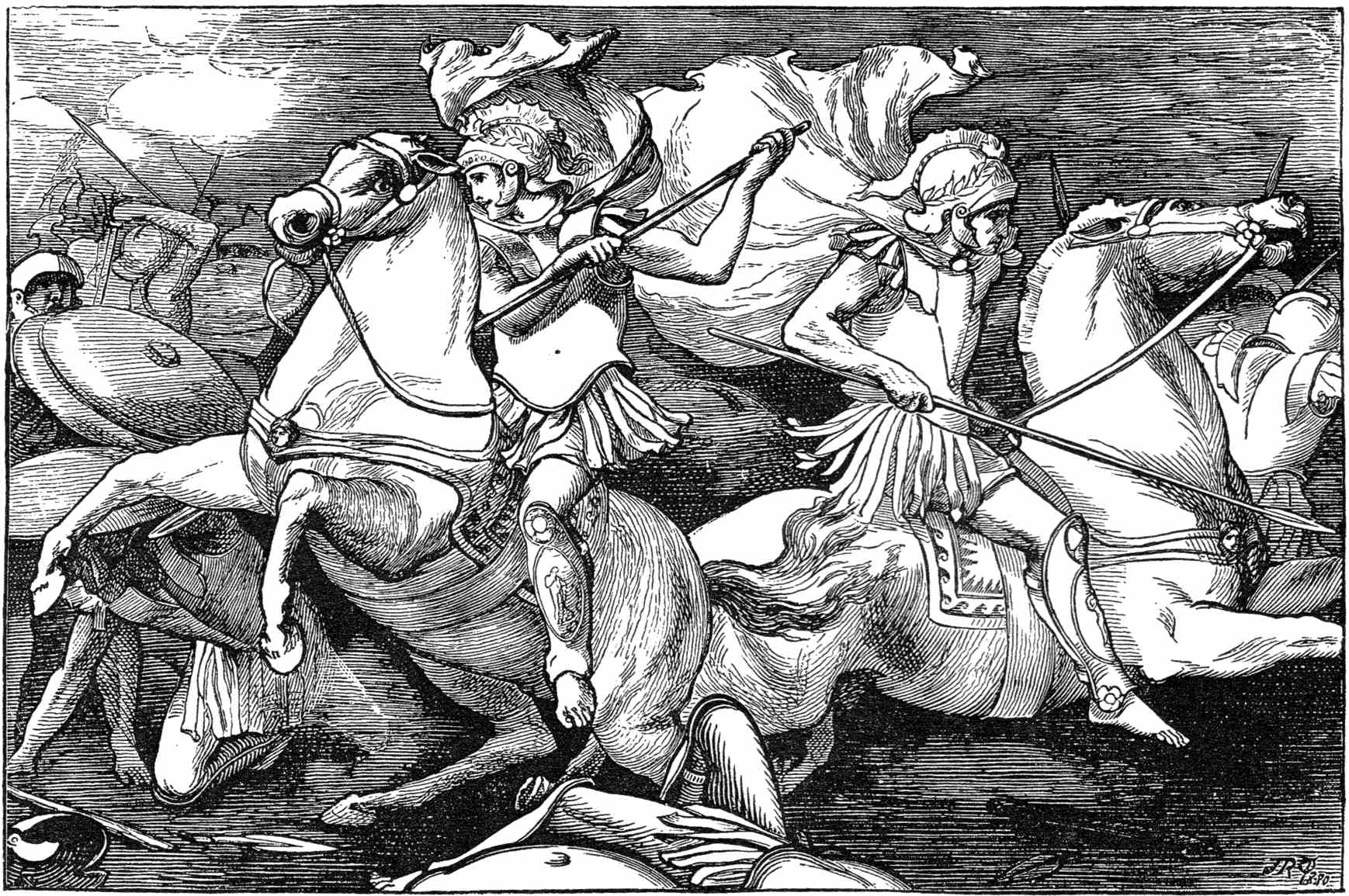
Slaget vid sjön Regillus

## Händelser

### Efter plats

#### Grekland
- Charmos son Hipparchos (båda släktingar till 500-talstyrannen Peisistratos) blir arkont av Aten som ledare för det fredsparti, som hävdar att motstånd mot perserna är meningslöst.

#### Romerska republiken
- Den förre etruskiske kungen av Rom Tarquinius Superbus (som romarna har skickat i exil 509 f.Kr.), och hans allierade kung Lars Porsena av Clusium, blir besegrade av den nya romerska republikanska armén, ledd av generalen Aulus Postumius och konsuln Titus Virginius, i slaget vid Regillus nära Frascati. Resultatet av detta slag blir att romarna sluter fred med den latinska ligan och därmed befäster sin överhöghet över latinarna. Tarquinius Superbus flyr till tyrannen Aristodemos hov i Cumae, där han avlider detta eller nästa år.
- Karthago och Rom undertecknar ett avtal om att romerska fartyg inte ska handla med västra Karthago, medan karthagerna inte ska lägga sig i den latinska politiken.
- Ceres, Libers och Liberas helgedom invigs.

#### Kina
- Kung Goujian av Yue besegrar och förvisar kung Fuchai av Wu, vilket skapar en kort tid av enighet i landet under vår- och höstperioden.

## Födda
- Sofokles, atensk dramatiker och statsman (född detta eller föregående år; död 406 f.Kr.)

## Avlidna
- Sun Zi, kinesisk militärfilosof och författare till boken Krigskonsten (troligen död detta år) (född 540 f.Kr.)
- Helü, kung av den kinesiska staten Wu
- Lucius Tarquinius Superbus, det romerska kungarikets sjunde och siste kung (död detta eller nästa år)